# Karel Nachtman
Karel Nachtman (* 28. srpna 1952) je bývalý český fotbalista, obránce a záložník.

## Fotbalová kariéra
V československé lize hrál za Spartu Praha a Slavii Praha. V lize odehrál 148 utkání a dal 7 gólů. V Poháru UEFA nastoupil ve 2 utkáních. Za olympijskou reprezentaci nastoupil ve 3 utkáních, za juniorskou reprezentaci v 9 utkáních a za dorosteneckou reprezentaci ve 12 utkáních a dal 1 gól.

## Rodina
Syn Karla Nachtmana Lukáš Nachtman je rovněž fotbalistou.

## Ligová bilance
| Ročník                                   | Zápasy | Góly | Klub         |
| ---------------------------------------- | ------ | ---- | ------------ |
| 1. československá fotbalová liga 1974/75 | 1      | 0    | Sparta Praha |
| 1. československá fotbalová liga 1976/77 | 12     | 0    | Slavia Praha |
| 1. československá fotbalová liga 1977/78 | 30     | 4    | Slavia Praha |
| 1. československá fotbalová liga 1978/79 | 29     | 2    | Slavia Praha |
| 1. československá fotbalová liga 1979/80 | 29     | 1    | Slavia Praha |
| 1. československá fotbalová liga 1980/81 | 28     | 0    | Slavia Praha |
| 1. československá fotbalová liga 1981/82 | 4      | 0    | Slavia Praha |
| 1. československá fotbalová liga 1982/83 | 15     | 0    | Slavia Praha |
| CELKEM                                   | 148    | 7    |              |